# Limskären
Limskären är klippor i Finland.   De ligger i kommunen Pargas i landskapet Egentliga Finland, i den sydvästra delen av landet, 190 km väster om huvudstaden Helsingfors.
Terrängen runt Limskären är mycket platt. Havet är nära Limskären västerut.  Närmaste större samhälle är Korpo, 7,0 km öster om Limskären. 